# Рошкань (Аненій-Нойський район)
Рошкань (рум. Roșcani) — село в Аненій-Нойському районі Молдови. Утворює окрему комуну.

## Населення
За даними перепису населення 2004 року у селі проживали 2563 особи.
Національний склад населення села:
| Національність       | Кількість осіб | Відсоток   |
| -------------------- | -------------- | ---------- |
| молдавани румуни     | 2418 18        | 94,3% 0,7% |
| росіяни              | 68             | 2,7%       |
| українці             | 39             | 1,5%       |
| болгари              | 5              | 0,2%       |
| гагаузи              | 2              | 0,1%       |
| євреї                | 2              | 0,1%       |
| інша / без відповіді | 11             | 0,4%       |
| Всього               | 2563           | 100%       |